# Peleserphidae
Peleserphidae – wymarła rodzina błonkówek z infrarzędu owadziarek i nadrodziny tybelaków. Obejmuje trzy rodzaje. Żyły w jurze i kredzie.

## Morfologia
Błonkówki o ciele długości od 3,6 do 8,5 mm i przednim skrzydle długości od 2,5 do 4,9 mm, ubarwione brązowo lub ciemnobrązowo, często z jaśniejszymi odnóżami czy czułkami. Głowa bywała od funkcjonalnie prognatycznej po ortognatyczną. Czułki zbudowane były z od 13 do 21 członów, z których trzonek był od półtorakrotnie do dwukrotnie dłuższy niż szeroki. Przedplecze miało prostą krawędź tylną. Użyłkowanie skrzydła przedniego cechowało się dość długim, dwugałęzistym, sięgającym co najmniej do żyłki 2r-rs sektorem radialnym, żyłką 1–RS+M szczątkową lub całkiem zanikłą oraz silnymi żyłkami M+Cu i Cu, z których ta druga sięga krawędzi skrzydła. Skrzydło tylne miało trzy haczyki na trójkątnej wypustce brzegu kostalnego. Metasoma miała wolne tergity i sternity (brak syntergitów i syntergitów), podobnie wykształcone. Przysadki odwłokowe były długie. Pokładełko pozbawione było modyfikacji.

## Paleoekologia
Duże, prognatyczne głowy rodzajów Peleserphus i Peleproctus oraz rozrośnięty podpoliczkowy narząd wykrywający drgania u tego pierwszego i długie, zewnętrzne pokładełko tego drugiego, wskazują że błonkówki te były parazytoidami owadów ukrytych w podłożu, np. żerujących w drewnie larw skrytoskrzydłych.

## Taksonomia i ewolucja
Takson ten wprowadzony został w 2017 roku przez Zhang Qi, Aleksandra Rasnicyna, Wang Bo i Zhang Haichuna na łamach „Cretaceous Research”. Zalicza się do niego trzy rodzaje:
- †Arkadiserphus Rasnitsyn, 2021
- †Peleproctus Zhang et al. 2017
- †Peleserphus Zhang et al. 2017

Arkadiserphus znany jest z pochodzących z jury późnej skamieniałości odnalezionych w Kazachstanie, na terenie odpowiadającym ówczesnemu Angaralandowi. Pozostałe rodzaje znane są z datowanych na późny albu lub wczesny cenoman inkluzji w bursztynie birmańskim. Według Zhanga i innych Peleserphidae stanowią ślepą odnogę na drzewie ewolucyjnym tybelaków, jako że nie dzielą synapomorfii z głównymi gałęziami Proctotrupomorpha.